# Eudistoma bifurcum
Eudistoma bifurcum är en sjöpungsart som beskrevs av Monniot, F. och Monniot, C. 2006. Eudistoma bifurcum ingår i släktet Eudistoma och familjen Polycitoridae. Inga underarter finns listade i Catalogue of Life.